# كلاوس إتش هوفمان
كلاوس إتش هوفمان (بالإنجليزية: Klaus H. Hofmann)‏ هو كيميائي أمريكي، ولد في 21 فبراير 1911، وتوفي في 25 ديسمبر 1995.

## وصلات خارجية
- كلاوس إتش هوفمان على موقع مونزينجر (الألمانية)